# Lotta Lotass
Britt Inger Liselott Lotass ([ˌlɔtːa ˈluːtas]IPA) (* 28. února 1964, Dalarna) je švédská autorka a literární vědkyně.

## Životopis
V roce 2002 získala doktorát z literární vědy na göteborské univerzitě a dne 6. března 2009 byla zvolena do Švédské akademie, kde je od 20. prosince 2009 na místě Nr. 1 nástupkyní Stena Rudholma. Za svou literární činnost již obdržela řadu ocenění. V roce 2010 byla zvolena za člena Královské vědecké a literární společnosti v Göteborgu.

## Literární dílo
- Kallkällan 2000
- Aerodynamiska tal 2001
- Friheten meddelad. Studier i Stig Dagermans författarskap 2002
- Band II Från Gabbro till Löväng 2002
- Tredje flykthastigheten 2004 (česky: Třetí kosmická rychlost, 2011, překlad: Anežka Kuzmičová)
- skymning:gryning 2005
- Samlarna 2005
- Min röst skall nu komma från en annan plats i rummet 2006
- Den vita jorden 2007
- Arkipelag. Hörspel 2007
- Dalén 2008
- Den röda himlen 2008
- Redwood 2008
- Hemvist 2009
- Speleologerna 2009
- Den svarta solen 2009
- Kraftverk 2009
- Klar himmel 2010
- Sparta 2010
- Fjärrskrift 2011
- Nya dikter 2011
- Konungarnas tillbedjan 2012
- Everest 2012
- Mars 2013
- Varia 2014
- Örnen 2014
- Horisonter 2017